# Tibetan Settlement Office

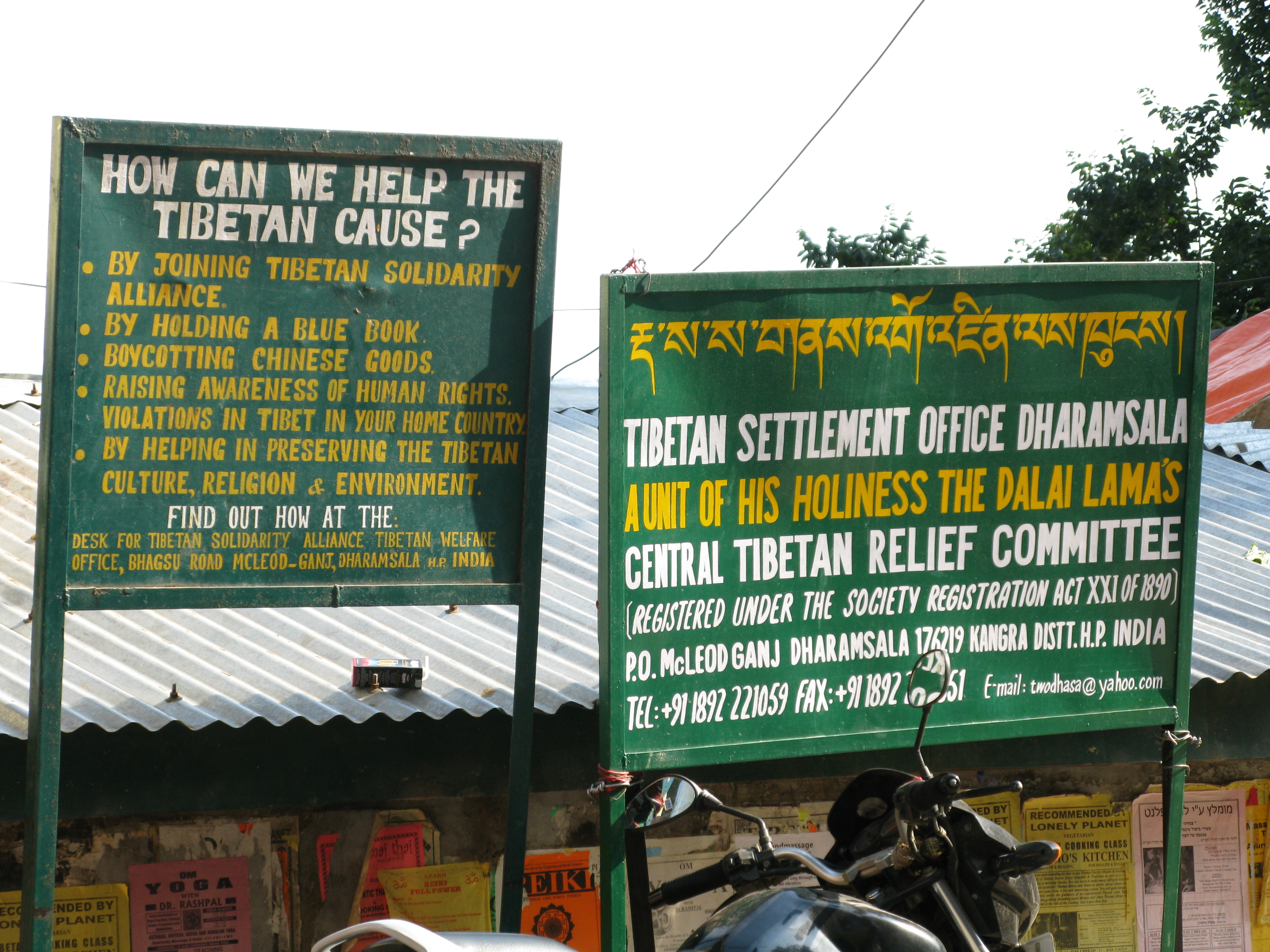
Tibetan Settlement Office in Dharamsala (2009)

Das Tibetan Settlement Office (T.S.O.) (zuvor "Tibetan Welfare Office") agiert unter der Aufsicht des tibetischen Innenministeriums und ist ein Teil der zentralen tibetischen Verwaltung in Dharmshala, Indien. Das T.S.O. organisiert Projekte im sozialen, kulturellen und wirtschaftlichen Bereich. Des Weiteren steht die Aufklärung über die Umweltproblematik und nachhaltige Entwicklung im Vordergrund.

## Müllentsorgung
Das „Clean Upper Dharmshala“ Projekt wurde 1994 von dem T.S.O. gestartet. Das Ziel ist es, die Müllproblematik in Upper Dharmshala zu lösen, die sich auf Grund der Zunahme von nicht biologisch abbaubaren Produkten in der Gegend zuspitzt.
Am Anfang bestand das Programm aus drei „Green Workers“, die wiederverwertbares Material von Unternehmen und Haushalten in McLeod Ganj einsammelten. Das Programm hatte durch die Installation von fünf Mülleimern und den Abtransport des Abfalls durch einen Lastwagen eine große Auswirkung. Diese Bemühungen haben sichtbar zu einer saubereren Umgebung beigetragen.
Des Weiteren sind öffentliche Toiletten gebaut worden. Diese werden auch in Stand gehalten, ein Entwässerungssystem ist in der Gegend um McLeod Ganj und den Dal Lake verlegt worden um, der Wasserverschmutzung vorzubeugen.

## Recycling
Recycelbares Material wird entweder von Tür zu Tür gesammelt (Green Workers) oder es wird abgegeben.
Zurzeit wird recycled:
- Weichplastik (Plastiktüten)
- Hartplastik (Eimer, Kassetten, Kugelschreiber, Verpackungen)
- Glasflaschen und Gefäße, Glasscherben
- Karton
- alte Kleider und Schuhe
- Zinn und anderes Metall

Das recycelte Material wird entweder an einen Abnehmer direkt in Dharmshala oder nach Pathankot (in 80 Kilometer Entfernung) verkauft. Der Transport von Material nach Pathankot ist nicht kosteneffizient.
Um zur Teilnahme an dem Programm zu ermutigen, werden alle Formen von Plastik, Metall, Glas, Kleidung und Papier zusammen eingesammelt. Dieses Material wird dann in verschiedene Kategorien getrennt. Etwa zwei Drittel des gesammelten Materials sind wieder verwendbar.

## Papierfabrik
Das T.S.O. hat eine kleine Papierwerkstätte in Upper Dharmshala eingerichtet, in der handgemachte Produkte hergestellt werden. Die Papierfetzen werden in kleine Stücke zerrissen und für vier bis fünf Stunden eingeweicht. Das Einweichen führt zu einer gleichmäßigen Verteilung des Papiers, schafft so eine feinere Masse und damit stärkeres Papier. Die Masse, zu der umweltfreundliche Chemikalien für Langlebigkeit und Reißfestigkeit hinzugefügt werden, wird dann gepresst, getrocknet und geglättet. Das glatte Papier wird zur nächsten Werkstätte gebracht, wo Produkte daraus hergestellt werden.

## The Green Shop
„The Green Shop“ wurde 1994 eröffnet und ist ein auf die Umwelt orientiertes Geschäft. Man kann dort Waren kaufen und gebrauchte Batterien und abgelaufene Medizin abgeben.
Verkauft wird unter anderem:
- sauberes Wasser
- Papierprodukte, die in der Papierwerkstätte hergestellt werden
- Taschen aus Stoff, diese reduzieren den Gebrauch von Plastiktüten
- chemikalienfreies Shampoo und Conditioners
- Seifen und Cremes
- tibetischer Tee

## Soziales Engagement
Das Tibetan Settlement Office ist aktiv in die Gesellschaft integriert. Seine Rolle ist es, die Bedürfnisse der Gemeinschaft einzuschätzen und Lösungen zu finden. Beispielsweise ist die Situation der Jugendlichen und älteren Bevölkerung alarmierend. Es müssen Fonds geschaffen werden, die es den Jugendlichen ermöglichen, eine Ausbildung zu absolvieren und der älteren Generation das Überleben zu sichern.
Das Personal des T.S.O. ist auch in der Rechtsberatung ausgebildet und kann bei Konflikten in der Gemeinschaft vermitteln. Eines der Hauptziele des T.S.O. ist es, soziale, religiöse und politische Harmonie in der Gemeinschaft zu erhalten. Diese wird sichergestellt, indem man schon kleine Konflikte und Probleme ausarbeitet.
Das T.S.O. hat auch die „Gaddi Women's Self-Help Society“ gegründet. Diese ist ein Projekt, das von und für indische Frauen betrieben wird.
Seit 2003 ist das T.S.O. Einsatzstelle des österreichischen Auslandsdienstes.